# Lowendal Islands
Lowendal Islands är öar i Australien. De ligger i delstaten Western Australia, omkring 1 300 kilometer norr om delstatshuvudstaden Perth. Arean är 1,1 kvadratkilometer. Den sträcker sig 2,3 kilometer i nord-sydlig riktning, och 1,8 kilometer i öst-västlig riktning.